# Aghireș
Aghireș (węg. Egrespatak) – wieś w Rumunii, w okręgu Sălaj, w gminie Meseșenii de Jos. W 2011 roku liczyła 1375 mieszkańców.